# Batalla del bosc del Príncep
La batalla del bosc del Príncep, va tenir lloc el 12 de gener de 1794 durant la Revolta de La Vendée.

## Procediment
El 12 de gener de 1794, el general Haxo va llançar una ofensiva contra les forces de Vendée de La Cathelinière, que havien caigut de nou sobre el bosc del Princep després de la seva derrota a Port-Saint-Père (Batalla de Port-Saint-Père (20 d'abril 1793)). Es posen en marxa quatre columnes: la primera va de Paimboeuf a Chauvé, a l'oest del bosc; la segona de Machecoul a Arthon-en-Retz, al sud-oest; la tercera de Sainte-Pazanne a Saint-Hilaire-de-Chaléons, al sud-est; i la quartA al Château d'Aux, al municipi de La Montagne, a Rouans, al nord-est. Els Vendeans, estimats entre 700 i 800 per Haxo, surten del bosc i intenten arribar a Bourgneuf-en-Retz, en direcció sud. Aleshores la segona columna republicana els va atacar des del front i la tercera des del flanc. Després d'un aferrissat foc, els vendeans van ser derrotats i els republicans van marxar a la seva persecució per localitzar els fugitius.
| «                                                                                         | Ahir al matí, vaig fer atacar l'assemblea de Cathelinière al bosc del Príncep. L'atac es va dirigir a quatre punts. La primera columna, sortint de Paimbeuf, va anar a la parròquia de Chauvay; la segona, sortint de Machecoul, a Arton; la tercera, sortint de Sainte-Pazane, a Saint-Hilaire; la quarta, finalment, sortint del Château d'O, a Rouans. Aquest acord pretenia embolicar i destruir l'enemic. Les meves intencions es van complir en part: els rebels, en nombre de set a vuit-cents, sortint del bosc del Princep amb la intenció d'anar a Bourgneuf, foren atacats de davant per la segona columna i agafats de flanc per la tercera; aquest tarannà va llançar tal terror entre els rebels, que després d'una afussellada força viva per part dels nostres republicans, aquesta horda va quedar completament derrotada. Vaig ordenar que les quatre columnes les seguissin sense parar. Acabada aquesta primera expedició, faré atacar i netejar els boscos de Machecoul, Tourois, Grandelande i Rocheservière3, de concert amb Dutruy.» | » |
| — Carta del general Haxo al general Louis Marie Turreau, escrita el 13 de gener de 1794., | |   |

## Conseqüències
La Cathelinière podria haver estat ferit durant aquesta batalla. El 28 de febrer va ser descobert i capturat pels republicans a la seva granja del Moulinet, a Frossay. Portat a Nantes, on va ser interrogat, va afirmar, tanmateix, que la seva lesió li havia estat infligida tres setmanes abans, és a dir, a principis de febrer. Va ser condemnat a mort el 2 de març i guillotinat el mateix dia.